# Большая игра (фильм, 2009)
«Большая игра» («Игры власти», англ. State of Play) — кинофильм 2009 года в жанре политического триллера, снятый режиссёром Кевином Макдональдом по мотивам одноимённого британского мини-сериала 2003 года.

## Сюжет
Опытный журналист газеты «Washington Globe» Кэл Маккэффри (Рассел Кроу) расследует убийство мелкого воришки. Цепочка от столь странного убийства приводит его к казалось бы никак не связанному с ним делу — гибели Сони Бейкер, секретаря-референта конгрессмена Коллинза (Бен Аффлек), давнего друга Маккэффри. Стивен Коллинз не верит в её самоубийство и просит друга провести расследование и узнать, кто на самом деле виноват в её смерти. Дело осложняется личными отношениями: погибшая Соня Бейкер была любовницей Коллинза и теперь ему грозит развод с женой Энн (Робин Райт), которая, в свою очередь, вовлечена в любовный треугольник между Коллинзом и Маккэффри. Улики открывают перед журналистом цепочку чудовищных заговоров, ведущих в высшие политические круги страны; люди, с которыми ему приходится иметь дело, это сеть частных военных компаний с годовым оборотом 40 миллиардов долларов. И они не любят, когда в их дела вмешиваются посторонние.

## В ролях
- Рассел Кроу — Кэл МакКэффри
- Бен Аффлек — конгрессмен Стивен Коллинз
- Рэйчел Макадамс — Делла Фрай, репортёр «Washington Globe»
- Робин Райт — Энн Коллинз
- Хелен Миррен — Кэмерон Линн, редактор «Washington Globe»
- Джейсон Бэйтман — Доминик Фой
- Джефф Дэниэлс — конгрессмен Джордж Фергюс
- Майкл Берресс — Роберт Бингэм
- Гарри Ленникс — детектив Дональд Белл
- Джош Мостел — Пит, сотрудник «Washington Globe»
- Майкл Уэстон — Хэнк, сотрудник «Washington Globe»
- Барри Хэнли — Джин Ставиц, сотрудник «Washington Globe»
- Уэнди Маккена — Грир Торнтон
- Мария Тэйер — Соня Бейкер
- Кэти Миксон — Ронда Силвер
- ЛаДелл Престон — Дэшон Стэгг
- Дэн Браун — Вернон Сандо

## Съёмки
Съёмочный период проходил с 11 января по 6 апреля 2008 года. Первые восемь недель съемок проходили в Лос-Анджелесе. С 6 марта 2008 года съёмоки проходили в Вашингтоне, где было снято больше трети фильма.

## Съёмочная группа
- Режиссёр: Кевин Макдональд
- Сценарий: Мэттью Майкл Карнахан, Тони Гилрой, Билли Рэй; Пол Эбботт (сериал)
- Продюсеры: Тим Беван, Эрик Феллнер, Эндрю Хауптман
- Исполнительные продюсеры: Пол Эбботт, Е. Беннетт Уолш
- Оператор: Родриго Прието
- Художник: Марк Фридберг
- Монтаж: Джастин Райт